# 프란시스코 모랄레스 베르무데스

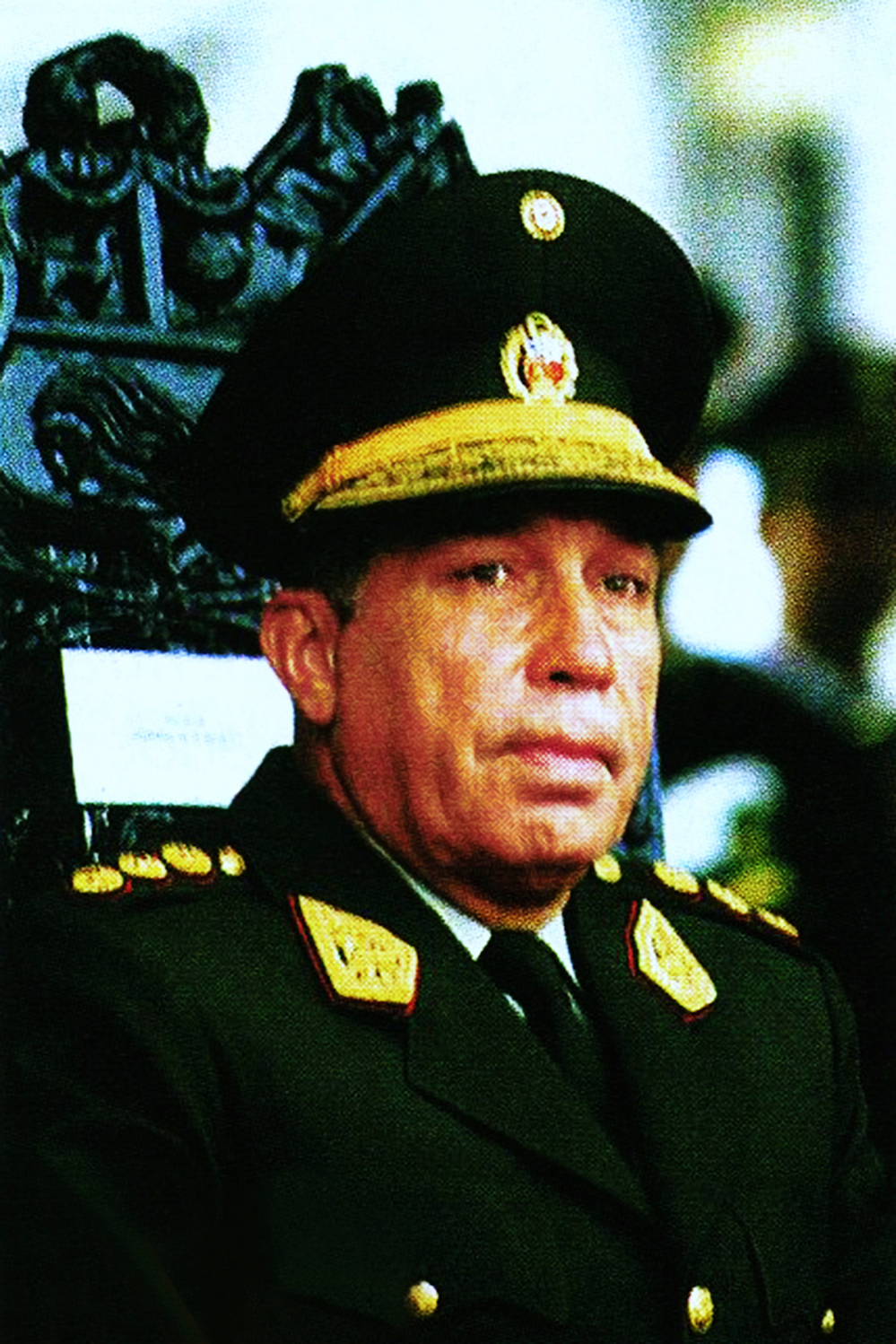

프란시스코 모랄레스 베르무데스 세루티(스페인어: Francisco Morales Bermúdez Cerruti, 1921년 10월 4일~2022년 7월 14일)는 페루의 장군, 정치인으로 1975년부터 1980년까지 후안 벨라스코의 후임 대통령(제2대 군사혁명정부 대통령)을 지냈다. 조부와 그의 가족들은 현재 칠레령인 타라파카(구 페루령) 출신이다. 정치·경제 문제를 해결하지 못하여 1968년 10월 3일 쿠데타 이후 지속된 군사혁명정부의 종식과 민주화를 이행하게 되었다.